# Месец, Лука
Лука Месец (словен. Luka Mesec; род. 1 июля 1987, Крань, Югославия) — словенский политический и государственный деятель. Координатор партии «Левые» с 2017 года. Министр труда, семьи, социальных дел и равных возможностей Словении с 1 июня 2022 года. В прошлом — депутат Государственного собрания Словении (2014—2022).

## Биография
Родился 1 июля 1987 году в городе Крань в СФРЮ.
Вырос в общине Железники, окончил среднюю школу в городе Шкофья-Лока, после чего в 2007 году поступил изучать политологию на факультете общественных наук Люблянского университета. В 2012 году окончил университет, специализируясь на европеистике. В студенческие годы, совпавшие с мировым экономическим кризисом, был активен в ряде университетских и низовых инициатив против нестабильности, разрушения государства всеобщего благосостояния, ограничения прав рабочих, недоступности жилья и отсутствия перспективы у его поколения. Принимал активное участие в протестах 2012—2013 годов.
Являлся координатором Совета Инициативы за демократический социализм, а также Рабочего-панковского университета и директором его преемника — Института трудовых исследований (Inštitut za delavske študije).
В 27-летнем возрасте был избран депутатом на парламентских выборах 2014 года, переизбран на выборах 2018 года и выборах 2022 года. Возглавлял парламентскую фракцию «Объединённых левых». После слияния 24 июня 2017 года двух составляющих этой коалиции, Инициативы за демократический социализм (IDS) и Партии за устойчивое развитие Словении (TRS), стал лидером образовавшейся партии «Левые». Под его началом словенские левые установили прочные связи с Партией европейских левых и её составляющими наподобие СИРИЗА. По результатам парламентских выборов 24 апреля 2022 года партия «Левые» получила 4,46 % голосов и преодолела 4 %-ный заградительный барьер. Покинул парламент после назначения в правительство. Место в парламенте занял Милан Якопович (Milan Jakopovič).
1 июня 2022 года назначен министром труда, семьи, социальных дел и равных возможностей Словении в коалиционном правительстве Роберта Голоба.